# Breast Cancer Research and Treatment
Breast Cancer Research and Treatment is een internationaal, aan collegiale toetsing onderworpen wetenschappelijk tijdschrift op het gebied van de oncologie. De naam wordt in literatuurverwijzingen meestal afgekort tot Breast Canc. Res. Treat. Het wordt uitgegeven door Springer Science+Business Media en verschijnt 18 keer per jaar. Het eerste nummer verscheen in 1981.